# Богданов Іван Семенович
Іван Семенович Богданов (нар. 1893, станиця Попутна Кубанської області, тепер Отрадненського району Краснодарського краю, Російська Федерація — ?) — радянський діяч, голова Оргкомітету Президії ВЦВК РРФСР по Краснодарському краю. Депутат Верховної Ради СРСР 1-го скликання (1937—1946).

## Біографія
Народився в козачій родині. Трудову діяльність розпочав у 1909 році учнем каретно-малярної майстерні. У 1913 році закінчив військово-ремісничу школу в Майкопі, здобув спеціальність шапково-кравецького майстра.
У 1915—1918 роках — у російській імператорській армії, служив в козачих майстернях. Учасник Першої світової війни.
Член РКП(б) з 1918 року.
Брав участь у встановленні радянської влади на Кубані. У 1918—1921 роках — у Червоній армії, служив військовим комісаром Ставропольського кавалерійського добровольчого полку, військовим комісаром 20-го кавалерійського полку корпусу Будьонного Першої кінної армії. Учасник боїв на Ставропіллі, Дону, польському фронті.
З 1921 по 1937 рік працював у радянських структурах: голова сільської ради станиці Попутної, завідувач районного фінансового відділу у Північно-Кавказькому краї, заступник голови і голова виконавчого комітету Отрадненскої районної ради Північно-Кавказького краю, голова кредитного товариства станиці Баталпашинської, військовий інспектор і завідувач Темрюцького районного відділу охорони здоров'я Азово-Чорноморського краю.
У березні — листопаді 1937 року — голова виконавчого комітету Совєтської районної ради Азово-Чорноморського (Краснодарського) краю.
20 листопада 1937 — грудень 1939 року — голова Організаційного комітету Президії ВЦВК (Верховної ради) РРФСР по Краснодарському краю. Входив до складу особливої трійки, створеної за наказом НКВС СРСР від 30 липня 1937 року, брав активну участь у сталінських репресіях.
У 1940 році відряджений на навчання до Москви. Подальша доля невідома.